# Móhryggur
Móhryggur är en ås i republiken Island. Den ligger i regionen Austurland, 300 km nordost om huvudstaden Reykjavík.